# Provincia del Gualivá
La provincia de Gualivá es una subregión del departamento de Cundinamarca (Colombia). Está integrada por doce municipios; su capital es Villeta.
Los municipios que la conforman se encuentran en rangos de altitud desde los 800  hasta los 2000 m s. n. m., clima montano bajo, con dos épocas de verano, una de enero a marzo y otra de junio a agosto. Su temperatura promedio es de 23 °C,  y cuenta con una precipitación de promedio de 1500 mm anualmente con dos periodos de lluvia. 
Según el plan de gestión ambiental regional 2001-2010 formulado por la Corporación Autónoma Regional de Cundinamarca (CAR) la provincia se caracteriza por el desarrollo de una agricultura comercial de montaña entre los 1.000 a 1.800  de altura, localizando la zona cafetera  entre los 1.200 y los 1.800 m s. n. m. y la franja productora de caña panelera entre los 1.000 y 1.500 m s. n. m. 
Es de importancia señalar que en la zona cafetera se desarrolla una agricultura comercial diversificada, intercalada o asociada al café, entre la que se destaca el cultivo de plátano, banano y frutos cítricos. (PGAR, 2004.p.42).

## Organización territorial
La provincia del Gualivá está conformada por los siguientes doce municipios: 
- Albán
- La Peña
- La Vega
- Nimaima
- Nocaima
- Quebradanegra
- San Francisco
- Sasaima
- Supatá
- Útica
- Vergara
- Villeta, capital de la provincia.

## Galería fotográfica

Petroglifo indígena en Albán.
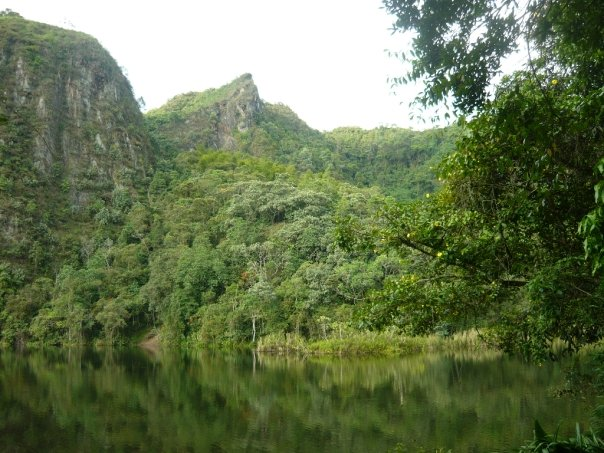
Laguna Tabacal en La Vega.
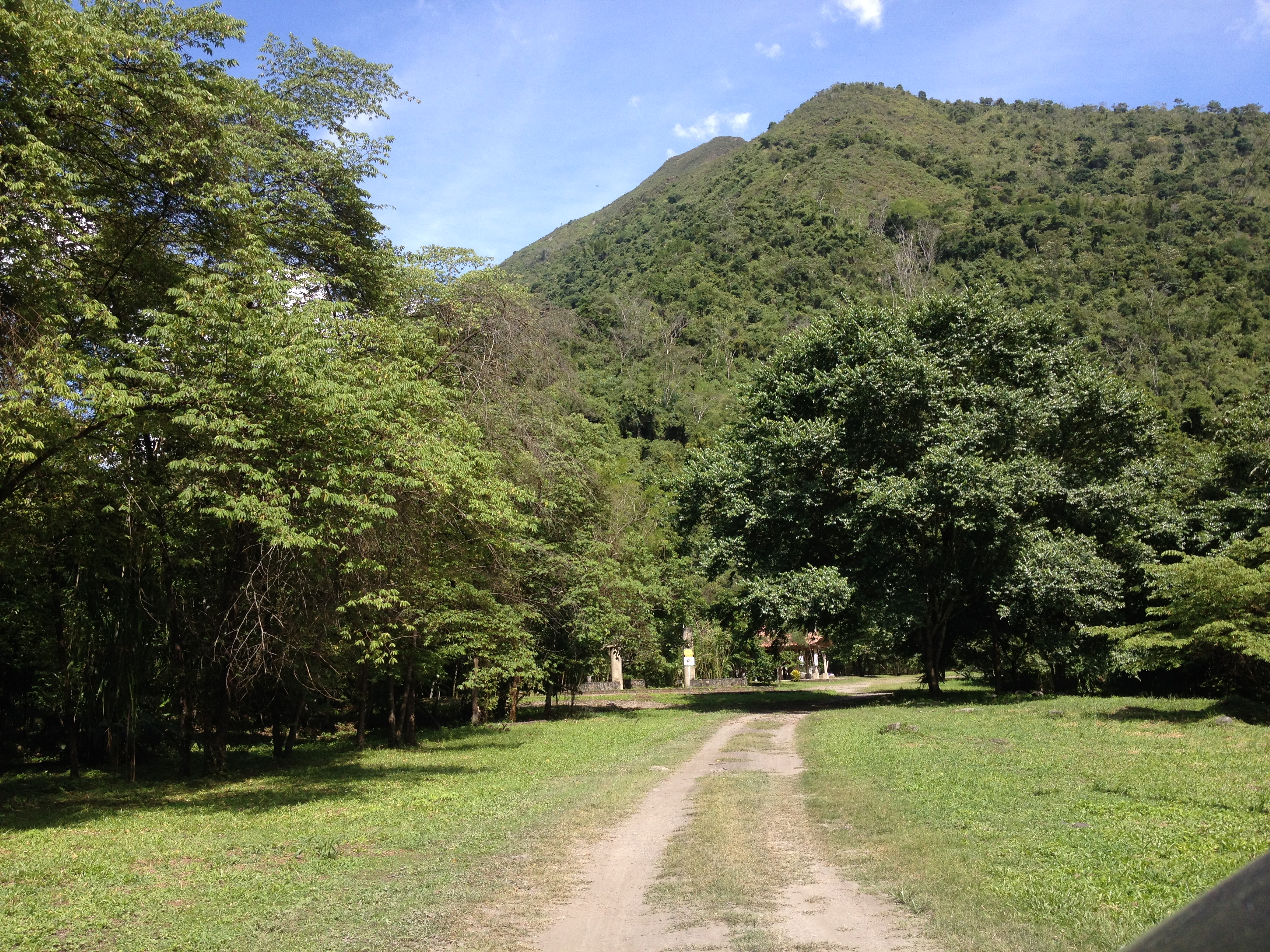
Cerro de Santa Teresa en Nimaima.
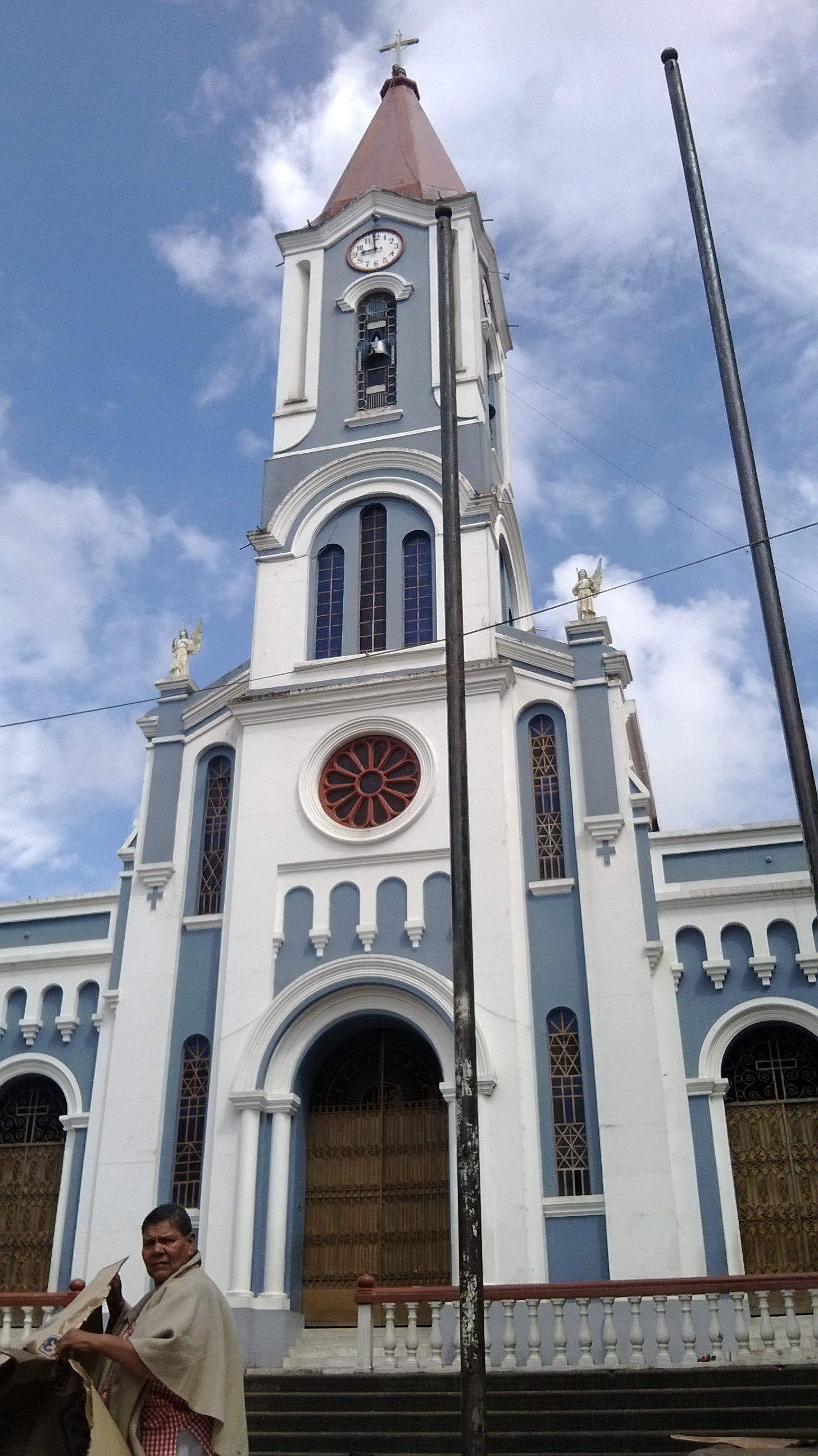
Iglesia parroquial de San Francisco.
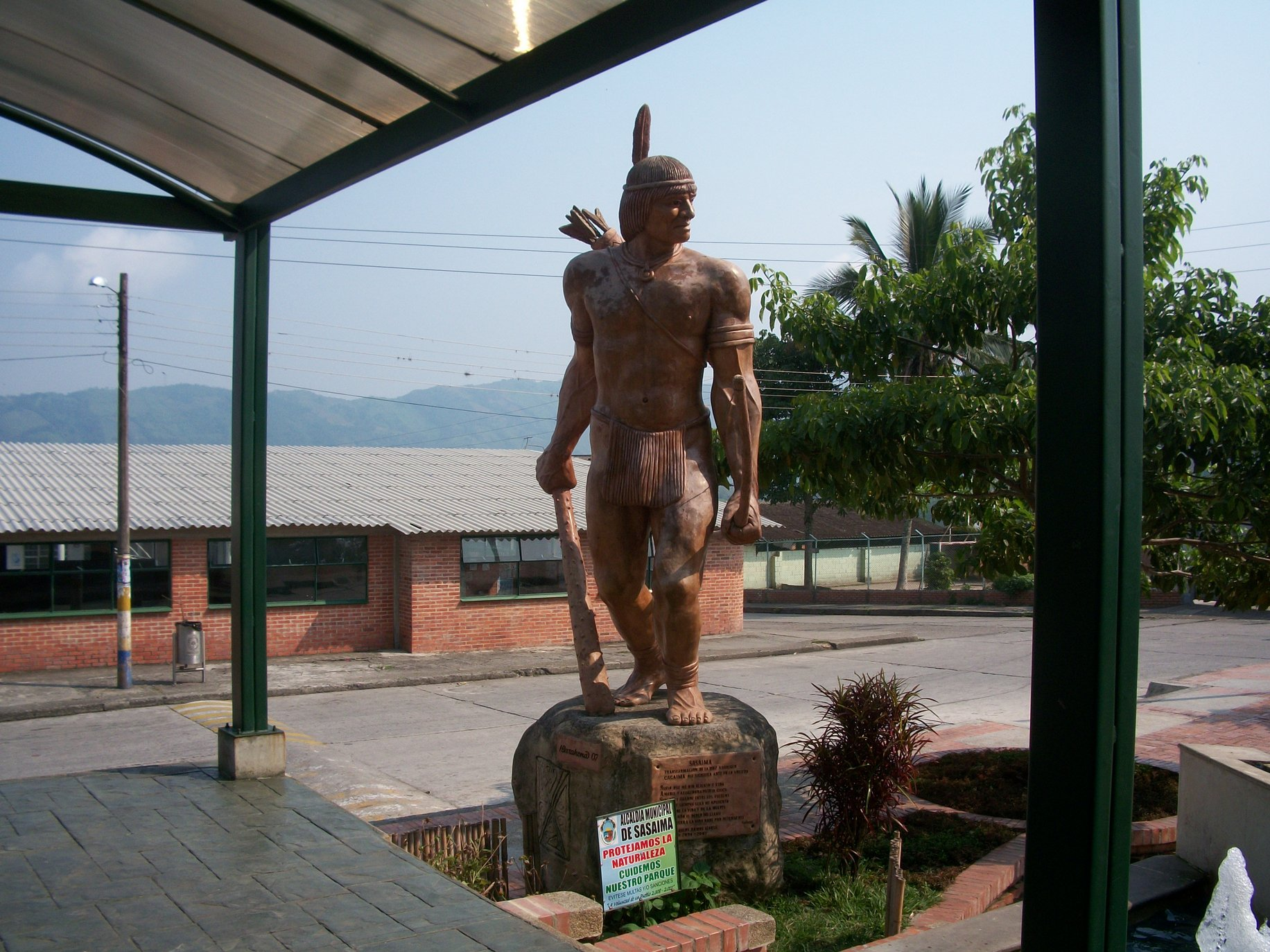
Monumento al Gran Señor de Cacaima, en Sasaima.
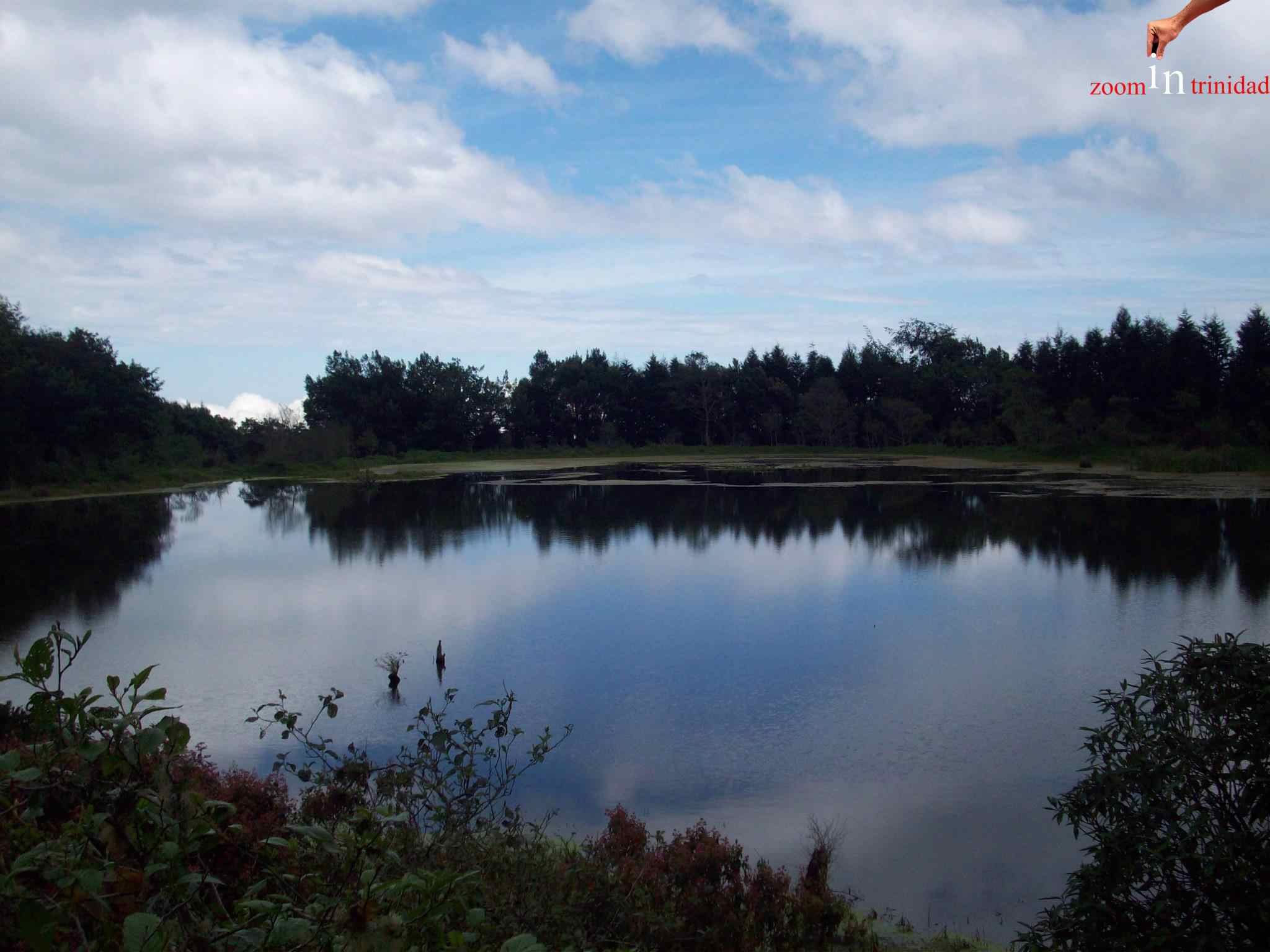
Laguna Hispania en Supatá.
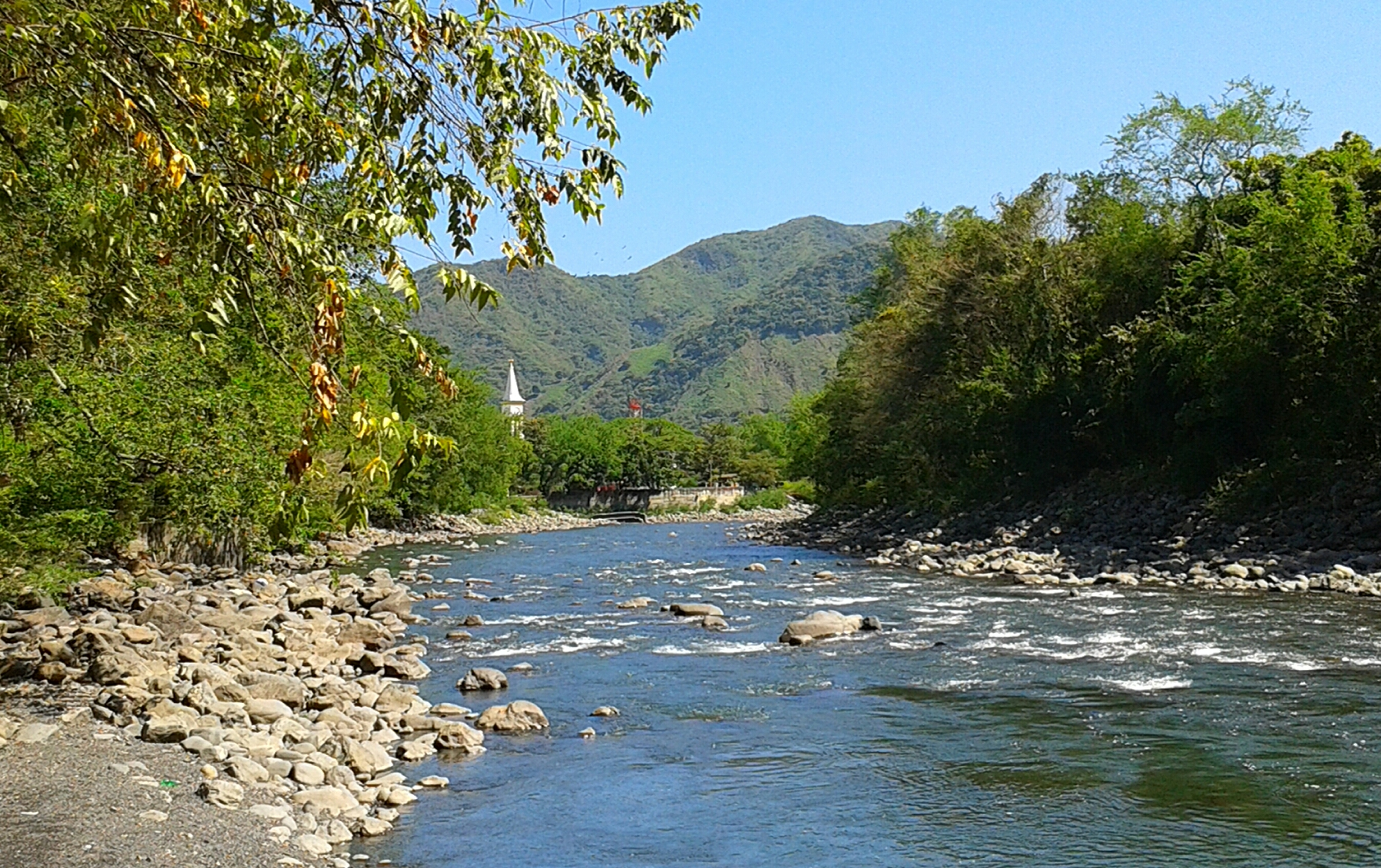
El río Negro en su paso por Útica.
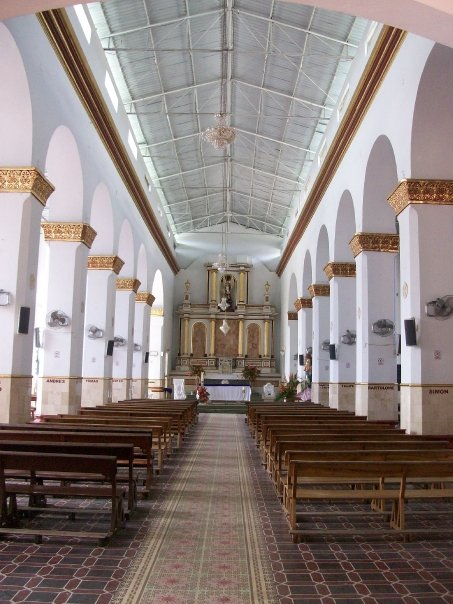
Interior de la iglesia de San Miguel Arcángel en Villeta.
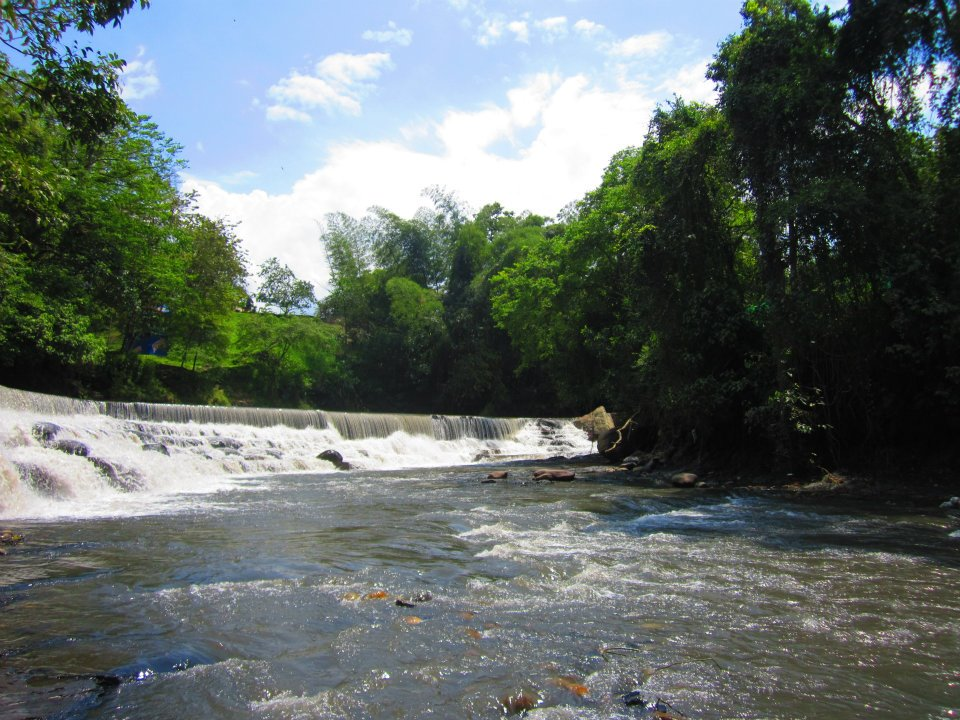
Bocatoma de Bagazal en Villeta.